# Campeonato Paulista de Futebol de 1977 - Primeira Divisão
O Campeonato Paulista de Futebol de 1977 - Primeira Divisão foi a 24.ª edição deste campeonato, equivaleu ao terceiro nível do futebol do estado. Foi vencido pelo Ginásio Pinhalense.
A partida final entre Pinhalense e Linense, campeões respectivamente dos Grupos 'A' e 'B' da fase final, não foi disputada devido a um recurso do Radium no STJD. Após descobrir que o Ginásio Pinhalense utilizou-se de um jogador em situação irregular (suspenso por possuir 3 cartões amarelos) na vitória sobre o Amparo, em julgamento realizado em 16 de fevereiro de 1978, a partida foi remarcada para o próximo dia 25, com nova vitória do Ginásio Pinhalense por 1 a 0.
Após esse resultado, deveria ser disputada a final com o Linense, mas, por falta de data disponível, visto que já se iniciava os estaduais de 78, ambas as equipes foram promovidas à Divisão Intermediária. No dia 27 de fevereiro, o jornal Folha de S.Paulo declarou o Ginásio Pinhalense campeão da 1ª Divisão, já que somou mais pontos que o Linense na fase final, 12 contra 10, gerando protestos na cidade de Lins, que também considera o Linense campeão, inclusive com direito a troféu na Sala de Troféus do clube e uma descrição em seu site oficial. No site oficial da FPF, assim como no citado jornal, consta o Ginásio Pinhalense como campeão.

## Participantes
Os participantes desta edição estavam divididos em duas séries:
| Série Desembargador Carneiro de Lacerda: - Amparo (Amparo) - Batatais (Batatais) - DERAC (Itapetininga) - Ginásio Pinhalense (Espírito Santo do Pinhal) - Grêmio Água Branca (Osasco) - Orlândia (Orlândia) - Palmeiras (São João da Boa Vista) - Pirassununguense (Pirassununga) - Radium (Mococa) - Sertãozinho (Sertãozinho) | Série Casemiro da Costa: - Garça (Garça) - Guairense (Guaíra) - Internacional (Bebedouro) - Jaboticabal (Jaboticabal) - Linense (Lins) - Olímpia (Olímpia) - Osvaldo Cruz (Osvaldo Cruz) - Penapolense (Penápolis) - Tupã (Tupã) - Votuporanguense (Votuporanga) |

## Fase final
| 1 | Ginásio Pinhalense | 12 |
| 2 | Radium             | 12 |
| 3 | Pirassununguense   | 09 |
| 4 | Sertãozinho        | 06 |
| 5 | Amparo             | 01 |

Ginásio Pinhalense levou vantagem sobre o Radium no saldo de gols (+14 a +3)
| 1 | Linense         | 10 |
| 2 | Guairense       | 10 |
| 3 | Votuporanguense | 09 |
| 4 | Osvaldo Cruz    | 07 |
| 5 | Internacional   | 04 |

Linense levou vantagem sobre o Guairense no número de vitórias (5 a 4)